# Католицизм в Польше
Католическая церковь в Польше — католическое сообщество в Польше, возглавляемое епископами, относящимися к Конференции католических епископов Польши. По официальным данным, около 95 % верующих граждан Польши являются католиками.
Католическая церковь представлена в Польше четырьмя ветвями католицизма — это Римско-католическая церковь, Католическая церковь византийско-славянского обряда, Украинская греко-католическая церковь и Армянская католическая церковь. Существуют также католические церкви, которые не признают власть Папы Римского и, соответственно, не признаются Святым Престолом — это Старокатолическая церковь и Польская национальная католическая церковь.

## История

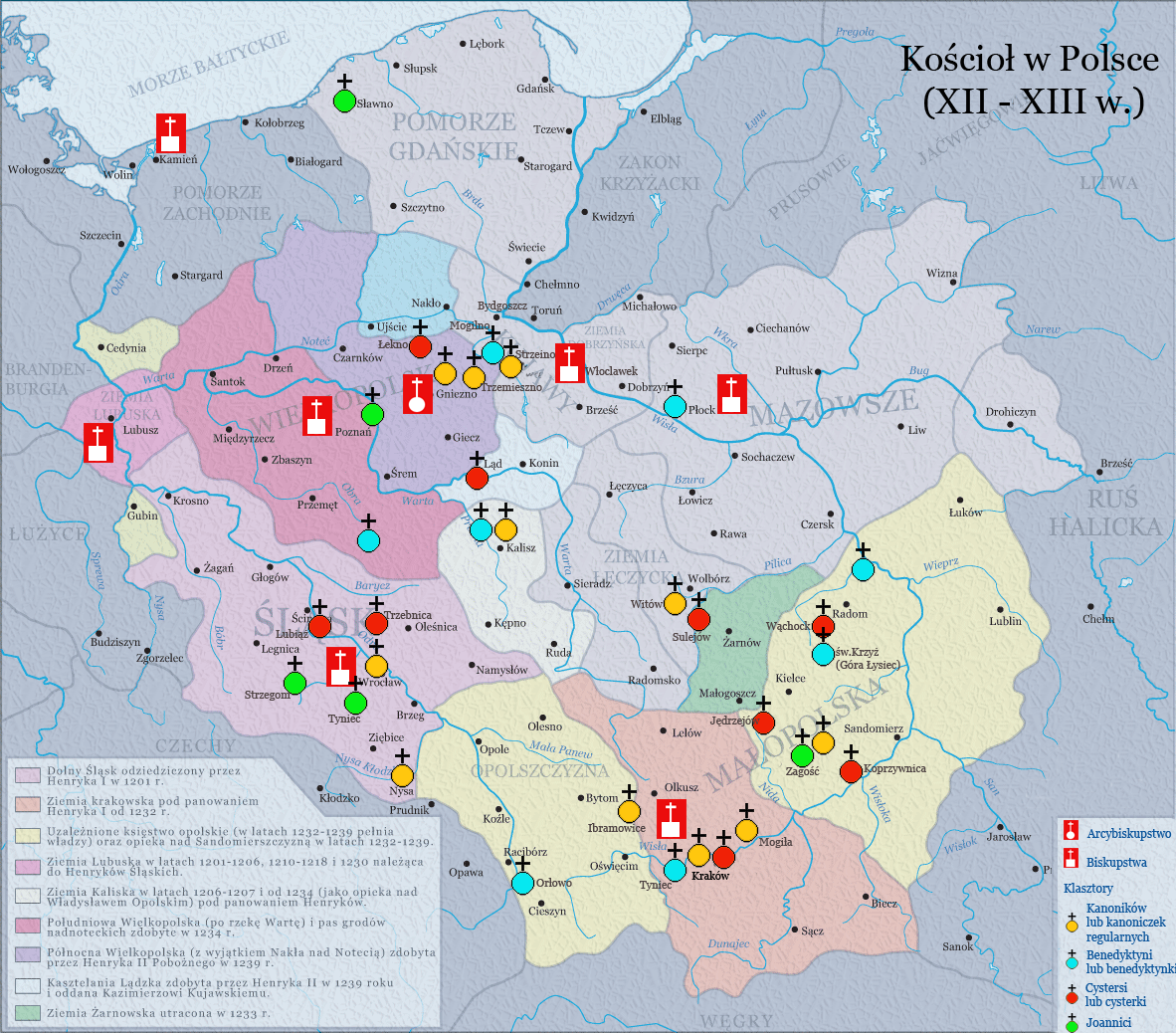
Епископства и монастыри в Польше в XII — XIII вв.

### Королевство Польша
Вероятнее всего, христианская вера в восточном обряде была принесена на территорию южной Польши с деятельностью Кирилла и Мефодия. 14 апреля 966 года христианство в латинском обряде принял князь Мешко I из династии Пястов — эта дата считается началом Католической церкви в Польше. В 968 году была создана первая польская епархия с центром в Познани. На I Священном синоде в Гнезно, который состоялся в 1000 году по инициативе германского императора Оттона III, было решено учредить митрополию для всей Польши с центром в Гнезно, включавшую также вроцлавскую, краковскую и колобжегскую епархии (сегодня — Епархия Кошалина-Колобжега), позднее к ним были добавлены епархии Куявии (кафедра во Влоцлавеке) и Плоцка, в 1243 году - епархия Хельмно. В 1037 году католическая церковь пережила антихристианское восстание, известное в истории как языческая реакция. Это восстание было подавлено князем Казимиром I Восстановителем с помощью рыцарей германского императора. 

### Первая Польская республика
В 1375 году была основана Митрополия Львова в составе Архиепархии Львова, Епархий Перемышля, Перемышля, Хелма, Владимира-Волынского (с 1428 года - Луцка), Каменца, Киева и Сирета (с 1591 года - Бакова), в рамках Митрополии Гнезно были основаны епархии Вильно и Жмуди. С начала XVI до середины XVII века Польша пережила Реформацию. Однако Реформация в Польше коснулась лишь магнатов и средних слоёв и не имела влияния на крестьянское население. Реформационные течения были представлены лютеранством, кальвинизмом, а также движением Польских братьев, которые исповедовали арианские идеи. Реформация оказала значительное влияние на развитие литературы и образования на польском языке.

### Царство Польское
В 1798 году из епархий Луцка, Вильнюса и Жемайтии была выделена Епархия Вигры, из Епархии Плоцка - Епархия Варшавы. В 1805 году из Епархии Хелма была выделена Епархия Люблина, из епархии Кракова и Архиепархии Гнезно Епархия Кельц. В 1807 году Епархия Кракова и Епархия Кельце перешли из Митрополии Гнезно в состав Митрополии Львова. В 1818 году из Епархии Варшавы была веделена Епархия Сандомира, Епархия Варшавы стала Архиепархией, которая вместе с епархиями Куявии, Плоцка, Сандомира, Вигры (с 1818 года - Сейны, с 1821 года - Епархия Августова) Митрополии Гнезно и епархиями Кельце и Люблина Митрополии Львова образовали Митрополию Варшавы.

### Вторая Польская республика
Во Второй Польской республике католицизм был доминирующей конфессией. По официальным данным, в 1933 году римо-католиками были около 64 % жителей Польши, а униатами - 11 %. В 1933 году в Польше было у католиков римского обряда около 6 тыс. костелов и каплиц, а у униатов 3151 церковь и каплица. В 1919 году была создана Конференция католических епископов Польши в которую вошли Митрополии Варшавы, Гнезно и Львова. В 1925 году из епархии Бреслау была выделена Епархия Силезии, из Епархий Хельмно и Гнезно - Прелатура Шнайдемюля и Епархия Данцига, из Епархии Кельце - Епархия Ченстоховы, была создана Митрополия Кракова, объединившая Архиепархию Кракова с частью епархий Митрополии Варшавы (епархии Ченстоховы и Кельце), Львова (епархия Тарнува) и епархию Силезии.

### Католицизм в социалистической Польше

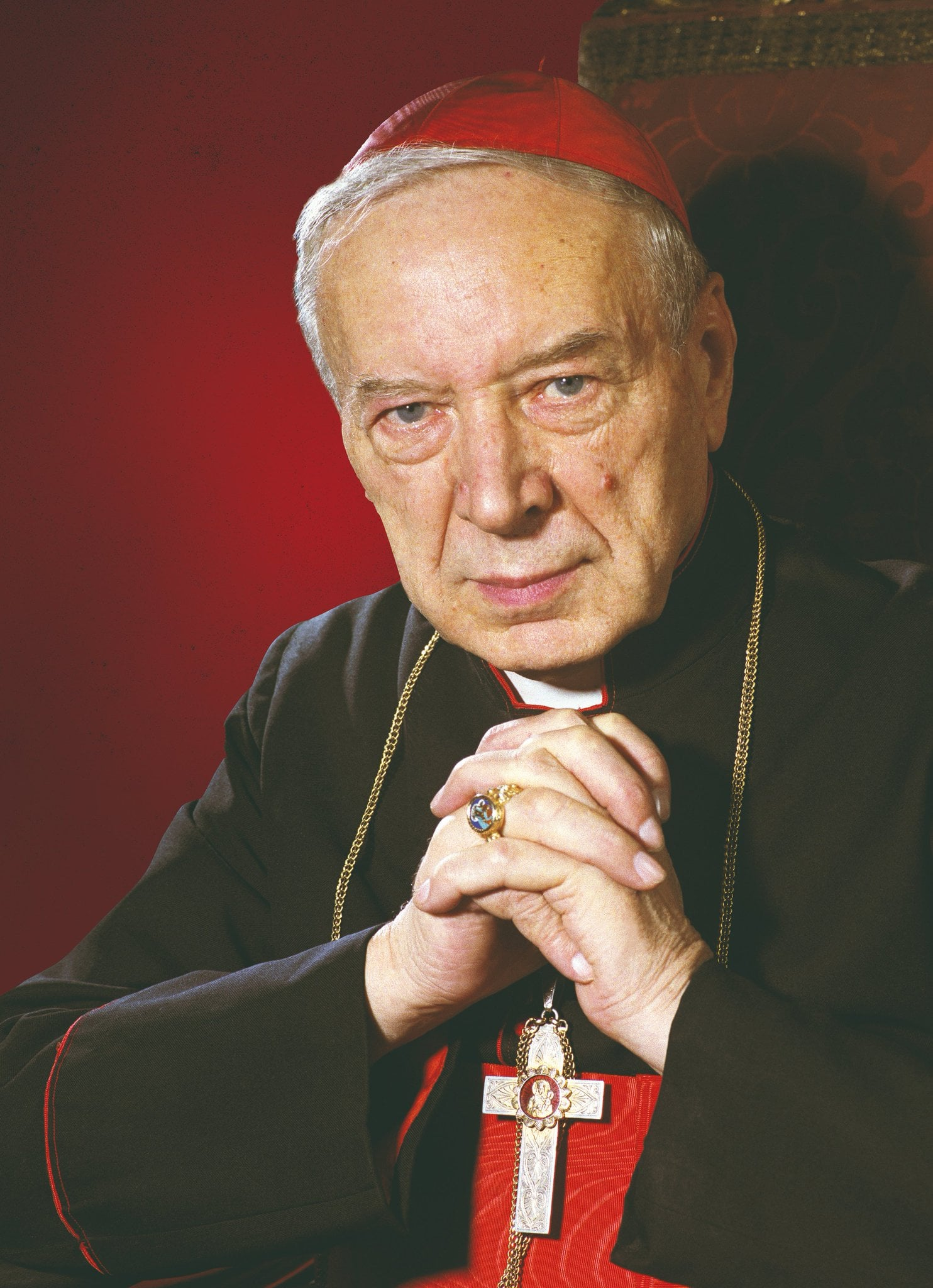
Стефан Вышиньский, примас польской католической церкви в 1948 - 1981 годах

К концу 1940-х годов католическая церковь превратилась в абсолютно доминирующую по числу верующих религиозную организации Польши. Этому способствовал тот фактор, что в Польше почти не осталось верующих других конфессий — немцы-лютеране были депортированы, многочисленная до войны иудейская община резко сократилась, территории, населенные православными украинцами и белорусами по большей части вошли в состав СССР. Митрополия Вроцлава вошла в Конференцию католических епископов Польши, из части Епархии Берлина была выделена Апостольская администратура Гожува, епископы католических епархий Западной Украины, Западной Белоруссии и Литвы перенесли свои резиденции в Польшу: архиепископ Львова в Любашев, епископ Пинска в Дрохичин, епископ Вильнюса в Белосток, Архиепархия Гнезно была выведена из унии с Архиепархией Познани (которая была переведена в непосредственное подчинение Святого Престола) и переведена в унию с Архиепархией Варшавы. В этих условиях имеющий поддержку Ватикана польский епископат весь период коммунистического правления играл заметную роль в политике страны. Правящая в стране ПОРП была вынуждена сохранить католические костелы и монастыри, а также прибегать к посредничеству епископата в условиях конфликтов 1970-х — 1980-х годов. В первые послевоенные годы польские власти способствовали восстановлению костелов, финансировали католическую печать, особо не препятствовали духовному образованию. Значительная политическая роль католической церкви видимо была отличием Польши от других социалистических стран. Польские власти, будучи сторонниками атеизма, дважды неудачно пытались подчинить себе католический епископат. В 1949—1956 годах было особенно сильное гонение, в ходе которого был арестован примас Польши С. Вышиньский, а епископы были вынуждены присягнуть на верность Польской народной республике. В 1956—1957 годах с приходом к власти В. Гомулки положение церкви резко улучшилось: были восстановлены уроки религии в школах за счет Министерства просвещения, С. Вышиньский и осужденный за «шпионаж в пользу США и Ватикана» епископ Ч. Качмарек выпущены на свободу. В 1958—1970 годах В. Гомулка и польские власти провели антицерковную кампанию: из школ, больниц, магазинов, аптек и государственных учреждений вынесли религиозную символику, семинаристов стали призывать в армию, власти провели инспекции семинарий. 
Однако в 1970 году В. Гомулка был вынужден уйти в отставку из-за волнений. Его преемник Э. Герек с 1971 года начал проводить политику уступок в отношении церкви: передал в ее собственность ряд зданий, простил церковные долги и т. п. За это епископат отвечал относительной лояльностью — был посредником между властью и оппозицией, в том числе при переговорах государственных структур и профсоюза «Солидарность». В 1972 году Апостольская администратура Гожува была разделена на Епархию Зелёна-Гура — Гожува, Епархию Кошалина-Колобжега и Епархию  Щецина-Каменя, первая была включена в состав Митрополии Вроцлава, две остальных вместе с Епархией Гданьская - в Митрополию Гнезно, из Архиепархии Вроцлава была выделена Епархия Ополе, из части Архиепархии Вроцлава находившейся на территории ГДР была образована Апостольская администратура Гёрлица. Авторитет католической церкви в Польше еще более возрос в 1978 году, когда поляк Кароль Войтыла стал римским папой Иоанном Павлом II. В 1980-е годы Католическая церковь сыграла большую роль в ликвидации социалистического режима ПНР (особо вошла в историю трагедия Ежи Попелушко). Хотя епископат официально занимал нейтральную позицию, но многие священники с молчаливого согласия епископов помогали оппозиции, а костелы предоставляли помещения для собраний противников социалистического режима.

## Католицизм в постсоциалистической Польше (с 1990 года)
В 1990-е годы католическая церковь в условиях относительной слабости власти укрепила свои позиции в Польше. В 1991 году бывшие кафедры епархий Львова, Пинска и Вильнюса была возвращены на постсоветское пространство, после чего из Архиепархии Вильнюса была выделена Епархия Белостока, из Епархии Пинска — Епархия Дрохичина, из Архиепархии Львова — Апостольская администратура Любачева, через год последняя была объединена с частью территории Архиепархии Люблина в Епархию Замосць-Любачёва, сама она совместно с епархией Перемышля (ставшей тогда же архиепархией) и созданной в том же году Епархией Жешува были выделены из Митрополии Львова образовав Митрополию Перемышля, аналогично Епархия Белостока (ставшая тогда же архиепархией), Дрохичина и Ломжи были выделены из Митрополии Вильнюса в Митрополию Белостока. В том же году также число митрополий и епархий было увеличено — из Митрополии Гнезно были выделены митрополии Щецина-Каменя и Гданьска, из Митрополии Вроцлава — Митрополия Ополе, из Митрополии Кракова — Митрополия Ченстохова, из Митрополии Варшавы — митрополии Вармии, Лодзя и Люблина, Архиепархия Гнезно была выведена из унии Архиепархией Варшавы. В 1993 году между Ватиканом и Польшей был заключен конкордат (ратифицирован Сеймом только в 1998 году), который закрепил возможность преподавания религии в детских садах и школах. В 1991 году была основана католическая радиостанция «Радио Мария».
19 ноября 2016 года в Кракове при участии президента страны Анджея Дуды прошла торжественная церемония интронизации, официально провозглашающая Иисуса Христа королём Польши. Корни этого события лежат в явлении Иисуса медсестре Розалии Целакувне накануне Второй мировой войны. В её дневниках позже была обнаружена фраза, по утверждению сторонников её канонизации принадлежащая Иисусу: «Для Польши есть спасение: если признает Меня своим королем и Господом полностью путем интронизации, не только в отдельных частях страны, но во всем государстве с правительством во главе».
Польский католический епископат поначалу отверг эту идею как не только иллюзорную, но и опасную. Однако в ноябре 2016 года епископат всё-таки принял акт Признания Христа за Короля и Господа, приуроченный к 1050-й годовщине крещения Польши.